# Dani Evans
Danielle "Dani" Evans, född 7 juni 1985 i Little Rock, Arkansas, är en amerikansk fotomodell. 2006 vann hon den sjätte säsongen av America's Next Top Model. Förstapriset medförde ett modellkontrakt med Ford Models, ett kontrakt värt 100 000 dollar med CoverGirl och ett uppslag i Elle.